# Neotryphera atra
Neotryphera atra là một loài ruồi trong họ Tachinidae.